# Фридрих Велер
Фридрих Велер (31. јул 1800 — 23. септембар 1882) био је немачки хемичар. Изоловао је и открио алуминијум 1827. Такође је открио итријум, берилијум и титанијум. Најпознатији је по успеху на синтези уреје.

## Детињство и младост
Рођен је у Ешерсхајму близу Франкфурта на Мајни. Студије медицине је завршио у Хајделбергу 1823. у лабораторији Леополда Гмелина, који му је омогућио да ради у Стокхолму код Јенса Јакоба Берцелиуса. Од 1825. до 1831. предавао је на политехничкој школи у Берлину, затим је до 1836. био на вишој политехничкој школи у Каселу. Постао је 1836. редовни професор хемије на универзитету у Гетингену, где је остао до смрти.

## Доприноси хемији
Сматра се пиониром органске хемије својим случајним успехом, кад је синтетизовао уреју 1828. Тај поступак се назива Велерова синтеза. До 1828. веровало се да се органске супстанце могу синтетизовати само под утицајем виталних сила у телима животиња или биљки. Велер је доказао да је то погрешно веровање, јер је успео да од неорганских материјала на уметан начин синтетизује уреју. Та синтеза органских материјала попбила је теорију звану витализам, по којој је била потребна трансцедентна витална (животна) сила да би се створили органски материјали и једињења. Загревајући амонијев цијанат добио је уреу. То је био добар пример изомерије. Заједно са Јустусом фон Либигом објавио је 1830. резултате истраживања на цијанској киселини и на уреји.

## Највећи радови, открића и истраживање
Један је од оних који су открили силицијум и берилијум. Синтетизовао је и калцијум карбид. Велер и Либиг су 1834. објавили истраживање уља горких бадема. Доказали су у експериментима да се група атома угљеника, водоника и кисеоника може понашати као елемент, заузети место елемента и може бити замењена елементом у хемијским једињењима. Тиме је поставио основе докрине сложених радикала, која је имала снажан утицај на развој хемије.
Након што је Хамфри Дејви открио калијум, претпостављало се да база за глину, алуминијум оксид садржи неки метал у комбинацији са кисеоником. Дејви, Ерстед и Берцелиус покушали су да издвоје тај метал, али нису успели. Велер је онда радио на томе и открио је и изоловао алуминијум 1827. Изоловао је итријум, берилијум и титанијум. Открио је да се може добити у кристалима. Осим тога приметио је да постоји метеорско камење у коме се може наћи органских једињења. Заједно са Сент Клер Девилом открио је кристални облик бора, а Велер и Буф су открили водоникова једињења од силицијума и оксиде истог елемента.
Велерова открића су имала огроман утицај на хемијску теорију. Сваке године од 1820 до 1881. објављивао је у најзначајним часописима. Док је боравио у Каселу открио је чисти метал никл, па је са два пријатеља основао и фабрику за припрему никла.

## Дела
-{
- Lehrbuch der Chemie, Dresden, 1825, 4 vols.
- Grundriss der Anorganischen Chemie, Berlin, 1830
- Grundriss der Organischen Chemie, Berlin, 1840
- Praktische Übungen in der Chemischen Analyse, Berlin, 1854

}-